# رأس مسلة
رأس مسلة هي قرية تقع على خليج السويس وتتبع مدينة رأس سدر بمحافظة جنوب سيناء وتبعد عن القاهرة بنحو 130 كم.
وهي عبارة عن شبه جزيرة منبسطة غرب خليج السويس. يبلغ ارتفاع أعلى نقطة في المنطقة 606 م وتبعد عن رأس مسلة 19 كم غرباً. وأقرب مدينة كبيرة لها هي السويس التي تقع على بعد 18.8 كم شمالاً.

## المناخ
يعتبر المناخ في رأس مسلة جافاً. إذ يبلغ متوسط درجة الحرارة 25 درجة مئوية، وشهر أغسطس هو أكثر الشهور ارتفاعاً في درجات الحرارة عند متوسط 33 درجة مئوية، وأبرد شهر هو يناير عند متوسط 13 درجة مئوية. ويبلغ متوسط هطول الأمطار 34 ملم في السنة. ويناير هو أكثر الشهور الذي تهطل فيه الأمطار بمعدل 8 مم، بينما يعتبر أبريل الأكثر رطوبة بنسبة 1 مم.
| مخطط المناخ رأس مسلة | مخطط المناخ رأس مسلة | مخطط المناخ رأس مسلة | مخطط المناخ رأس مسلة | مخطط المناخ رأس مسلة | مخطط المناخ رأس مسلة | مخطط المناخ رأس مسلة | مخطط المناخ رأس مسلة | مخطط المناخ رأس مسلة | مخطط المناخ رأس مسلة | مخطط المناخ رأس مسلة | مخطط المناخ رأس مسلة |
| --- | -------------------- | -------------------- | -------------------- | -------------------- | -------------------- | -------------------- | -------------------- | -------------------- | -------------------- | -------------------- | -------------------- |
| 01 | 02                   | 03                   | 04                   | 05                   | 06                   | 07                   | 08                   | 09                   | 10                   | 11                   | 12                   |
| 8 19 7 | 6 21 8               | 3 25 12              | 1 30 15              | 5 34 19              | 1 36 22              | 1 39 25              | 1 39 27              | 1 37 24              | 2 30 20              | 3 26 15              | 2 19 9               |
| متوسط درجة-الحرارة °س مجاميع الهطل مم |                      |                      |                      |                      |                      |                      |                      |                      |                      |                      |                      |
| بالوحدات الإنكليزية \| 01 \| 02 \| 03 \| 04 \| 05 \| 06 \| 07 \| 08 \| 09 \| 10 \| 11 \| 12 \| \| 0.3 66 45 \| 0.2 70 46 \| 0.1 77 54 \| 0 86 59 \| 0.2 93 66 \| 0 97 72 \| 0 102 77 \| 0 102 81 \| 0 99 75 \| 0.1 86 68 \| 0.1 79 59 \| 0.1 66 48 \| \| متوسط درجة-الحرارة °ف مجاميع الهطول ″ \| \| \| \| \| \| \| \| \| \| \| \| |                      |                      |                      |                      |                      |                      |                      |                      |                      |                      |                      |
| 01 | 02                   | 03                   | 04                   | 05                   | 06                   | 07                   | 08                   | 09                   | 10                   | 11                   | 12                   |
| 0.3 66 45 | 0.2 70 46            | 0.1 77 54            | 0 86 59              | 0.2 93 66            | 0 97 72              | 0 102 77             | 0 102 81             | 0 99 75              | 0.1 86 68            | 0.1 79 59            | 0.1 66 48            |
| متوسط درجة-الحرارة °ف مجاميع الهطول ″ |                      |                      |                      |                      |                      |                      |                      |                      |                      |                      |                      |

| 01                                    | 02        | 03        | 04      | 05        | 06      | 07       | 08       | 09      | 10        | 11        | 12        |
| 0.3 66 45                             | 0.2 70 46 | 0.1 77 54 | 0 86 59 | 0.2 93 66 | 0 97 72 | 0 102 77 | 0 102 81 | 0 99 75 | 0.1 86 68 | 0.1 79 59 | 0.1 66 48 |
| متوسط درجة-الحرارة °ف مجاميع الهطول ″ |           |           |         |           |         |          |          |         |           |           |           |